# Вадимов, Вадим Митрофанович
Вадимов Вадим Митрофанович (укр. Вадімов Вадім Митрофанович; род. 12 марта 1952, Полтава) — украинский архитектор. Профессор. Действительный член Украинской академии архитектуры (2005 г.). Заслуженный архитектор Украины (2012 г.), Лауреат Государственной премии Украины в области архитектуры (2000 г.). Член Национального союза архитекторов Украины (1981 г.), член союза урбанистов Украины (1994 г.), член украинского товарищества оценщиков, эксперт Украинского культурного фонда Министерства культуры Украины.

## Биография
Родился 12 марта 1952 года в городе Полтава. Окончил в 1969 году среднюю общеобразовательную школу в городе Харьков. С 1968 года по 1969 год учился на курсах рисования при Харьковском доме архитекторов. В период с 1969 по 1974 год учился в Днепропетровском инженерно-строительном институте, сейчас это Приднепровская государственная академия строительства и архитектуры, на архитектурном факультете, получил специальность «Архитектура». Трудовую деятельность начал в 1974 году инженером в проектном отделе при управлении главного архитектора города Никополя (Днепропетровская область), проектирование жилищно-гражданских объектов, благоустройство и объекты ландшафтной архитектуры. В 1981 году был принят в Союз архитекторов СССР (УССР) в настоящее время - Национальный союз архитекторов Украины.
С должности заместителя главного архитектора города Никополя, в порядке перевода, Госстроем УССР в 1981 году был назначен заместителем главного архитектора города Полтава. Заочно, с 1979 года по 1984 год, учился в аспирантуре КиивНДИПградостроения (г. Киев), научный руководитель проф. И. А. Фомин. Защита кандидатской диссертации в ЦНДИПградостроения (1986, Москва), присвоение звания доцента (1987). Заведующий кафедрой архитектурного проектирования в Полтавском инженерно-строительном институте с 1985 года. В 1994 году основан Творческую архитектурную мастерскую «Урбанистика» и полтавское отделение киевского института урбанистики, руководитель до 2004 года. В период с 1994 года по 1998 год работал в должности главного архитектора Полтавского краеведческого музея имени Василия Кричевского (краеведческий музей в городе Полтава), по настоящее время член научного редакционного совета музея. Защита докторской диссертации в КНУСА (2003, Киев), действительный член Украинской Академии Архитектуры (2005), присвоение звания профессора (2006). В период с 2004 по 2005 гг. работал начальником Главного управления по вопросам градостроительства и архитектуры, главным архитектором города Полтава. С 2005 года заместитель директора по градостроительству ГПИ «Горстройпроект» (г. Полтава). С 2006 по 2016 начальник управления по вопросам градостроительства и архитектуры, главный архитектор Полтавы. С 2016 по 2021 год руководитель отдела, главный специалист КО "Институт развития города" Полтавского городского совета. Эксперт GIZ международного проекта «Интегрированное развитие городов Украины». Преподает на должности профессора в Национальном университете «Полтавська політехніка імені Юрія Кондратюка». С 2021 года заведующий кафедрой градостроительства и архитектуры в Национальном университете «Полтавська політехніка імені Юрія Кондратюка». Автор более 130 научных публикаций и более 50 градостроительных и архитектурных проектов.

## Перечень основных проектов
1. Проект детального плана территорий центральной части г. Никополь Днепропетровской области. ГПИ «Укргорстройпроект». Проектирование — 1974—1975 гг. (участие).
2. Проект застройки 8-го жилого района г. Никополь Днепропетровской области. НКПВ «Никопольгражданпроект».     Проектирование — 1977 г., реализация — 1978—1979 гг. (член авторского коллектива).
3. Генеральный план г. Никополь Днепропетровськой области. ГПИ «Укргорстройпроект» Проектирование  1979—1980 гг. (член авторского коллектива).
4. Проект экспериментальной схемы Днепропетровской групповой системы населённых мест. Варианты планировочного преобразования Никопольской городской агломерации в     локально-групповую систему. КиевНИИПградостроительства.   Проектирование — 1981 г. (член авторского коллектива).
5. Реконструкция пешеходной части     ул. Октябрьской в г. Полтава. Благоустройство, малые архитектурные формы.     Проектирование — 1985 г., реализация — 1985 г. (соавтор).
6. Памятник     А. С. Пушкину, реконструкция и благоустройство «Берёзового     сквера» в г. Полтава. Проектирование — 1986 г., реализация —     1986 г. (соавтор).
7. Дом молодёжи у Велико—Тырново,     Болгария, международный конкурс (1—2-я премии). Ескизный проект — 1987 г. (соавтор).
8. Концептуальный проект «Town sapiens», международный конкурс, Рио—де—Жанейро, Бразилия, Международная академия архитектуры (грамота). Проектирование — 1992 г. (автор).
9. Проект комплекса сооружений банка-колледжа в г. Тольятти, Россия, международный конкурс (2-я премия). Проектирование — 1993 г. (соавтор).
10. Проект культурного центра в г. Бахчисарай АР Крым, международный конкурс (поощрительная премия). Проектирование — 1995 г. (соавтор).
11. Концептуальный проект эколого—градостроительного развития речных бассейнов Украины, международный конкурс «ХАБИТАТ—II», МСА, Стамбул, Турция (грамота Международной академии архитектуры). Проектирование — 1996 г. (автор).
12. Проект комплексной реконструкции исторического центра г. Полтава. Проектирование — 1997,     реализация — 1997—1999 гг. (член авторского коллектива).
13. Правила застройки и использования исторического центра г. Полтава (зонинг—план центральной части). Проектирование 2000—2001 гг. (член авторского коллектива).
14. Проект планировки микрорайонов 12, 13, 14 в г. Комсомольск Полтавской области (эскизный проект) — 2006 г. (соавтор).
15. Концептуальный проект  «Свободные пространства», международный конкурс, Институт передовой архитектуры Каталонии, Барселона (Испания). Проектирование — 2009 г.(соавтор).
16. Корректировка генерального плана г. Полтава в части разработки градостроительного регламента центральной части города и изменений пригородных территорий. Проектирование 2009—2010 гг. (член авторского коллектива).
17. Историко-архитектурный опорный план г. Полтава, зоны охраны памятников архитектуры и градостроительства национального и местного значения. 2013 г. (научный руководитель).
18. Реконструкция с надстройкой общественного здания. ул. Сретинская, 36 в г. Полтава., специальная научно-проектная документация. 2020 р.(член авторского коллектива).
19. Историко-архитектурный опорный план г. Полтава, зоны охраны памятников архитектуры и градостроительства национального и местного значения. 2020 г. (научный руководитель).

## Перечень основных публикаций
1. Особенности реализации генерального плана города Никополя. // Строительство и архитектура, — 1979. — № 12. Стр. 1—3.
2. Градостроительные аспекты формирования среды природно-технических систем (на примере прибрежных территорий каскадов)// Всесоюзная научно-техническая конференция «Вопросы планировки и застройки городов». - Пенза. - ДНТП. - 1986. - Стр. 23-24.
3. К проблеме преобразования среды исторических районов г. Полтавы. // Тез. докладов Первой Всесоюзной научной конференции по историческому краеведению (Полтава). - Киев. - 1987. Стр. 284—285.
4. Эколого-градостроительное моделирование на нелинейной основе. //Тез. докладов научно- метод. конференции.- Полтава: ПолтИСИ. - 1990. - Стр. 84-85.
5. Совершенствование развития городов и городских агломераций на основе эколого-градостроительного каркаса. // В сб. научно-технических работ Госкомобразования. СССР.- Москва: МАРХИ. - 1990. - Стр. 70-73.
6. Преобразование сельского расселения на основе экологического подхода (на примере УССР). Сер. экологические вопросы архитектуры и градостроительства. Обзорная информация ВНИИТАГ.-Москва.- 1990. - Выпуск № 4 - 60 с. (соавтор Саркисов С. К.).
7. Функциональный структурализм — метод проектирования. Тез. докладов 45 научн. конф.-Полтава: Полт. ИСИ. - 1993. - Стр. 118-119
8. Эколого-планировочная этика градостроительства XXI века. Минобраз Украины Тез. докл. международной научно-технической конференции.- СМВ’93 Днепропетровск. - 1993. - Стр. 160-161.
9. Urban рroblems in the соstal regіоns - from «Есороlise» tо «TOWN Sаріеns» іn Ukrаіnе. АRСНІТЕСТUS № 8, Іnternational Jornal оf Тhеоrу, Desіgn, and Рrасtice іn Architekture (St. Paul, Minnesota, USA). - 1995. - Р. 59-63.
10. Планувальна організація архітектурного середовища та ідеологічні установи. // Збірник тез до міжнаро-дної конференції «Архітектура як відображення ідеології». - Львів — Відень. - Львівська політехніка (Україна) та інститут історії архітектури і архітектурних обмірів віденського технічного університету (Австрія). - 1995. - С. 14.
11. Порядок из хаоса: новый диалог с урбанизированной средой (к вопросу о методологии). Традиції та новації у вищій архітектурно — художній освіті. Збірка наукових праць.- Харків: XXПІ. - 1998. - Випуск 6. - Стр. 16-20.
12. Город и река (планировочные аспекты). Монография. Киев, Полтава: Археология, 2000. − 214 с.
13. Річкові басейни України та їх територіально-структурні рівні. Вісник «Львівської політехники» № 410.- Львів: Львівська політехніка. — 2000. — Стр. 235-241.
14. Применение пространственных информационных систем в территориальной планировке (на примере речных бассейнов Украины). // Сб. научных трудов. Проблемы теории и истории архитектуры Украины.- Одесса: ОГАСА, «Друк». - 2001. - Вып. 2. - Стр. 100—103.
15. Детальні правила забудови центральних районів історичних міст як новий вид містобудівного регулятивну. Традиції та новації у вищий архітектурно-художній освіті. — Харків: MCMXХХVІ — 2003. — Вип. 1-2. — Стр. 122—128.
16. Особливості параметризації містобудівних процесів у центральних районах міст. / Вісник національного університету «Львівської політехники»: Архітектура, № 505. — Львів.: Вид-во НУ «ЛП», 2005. — Стр. 310—314.
17. Тематическое пространство культуры как фактор развития архитектуры. //Зб. наукових праць «Досвід та перспективи розвитку міст України». Історичні аспекти розвитку архітектури — К.: Діпромісто. — 2006. — Вип. 8., стр. 42—48.
18. Методологія досвіду розробки та реалізації правил забудови міських територій. Збірник наукових праць «Досвід та перспективи розвитку міст України». Нормативно-правові аспекти містобудування — К.: Діпромісто. — 2007. — Вип. 12., стр. 172—183.
19. Культурологическая мимикрия как выход в условиях отсутствия собственной поэтики архитектурного стиля. // Зб. наукових праць Придніпровської державної академії будівництва та архітектури,№ 9. — 2011. - Стр. 3-5.
20. Городская среда в тематическом пространстве культуры. ж. АСС «Город как форма мысли».- К., № 3, 2012, стр. 32-33.
21. Синтагма планувальної та функціональної організації міських територій. Збірник наукових праць «Досвід та перспективи розвитку міст України». Проблеми реконструкції в теорії та практики містобудування.- К.: Діпромісто. — 2014. — Вип. 27., стр. 5—12.
22. Розробка генеральних планів Полтави — традиції та новації. Збірник наукових праць «Досвід та перспективи розвитку міст України». Сучасні проблеми вітчизнянного містобудування.- К.: Діпромісто. — 2015. — Вип. 28., стр. 16 — 21.
23. Vadimov V. The latest methodological approaches in the spatial development of Ukrainian cities./ Smart project, building and city. Cracow University of Technology. Chair of Housing Environment. – 2018. – P. 156- 160.
24. Вадімов В. М. Особливості просторового планування в умовах інтегрованого розвитку міст в Україні. (Практичний коментар). – Полтава: Дивосвіт, 2019. – 132 с.

## Награды
- Государственная премия Украины в области архитектуры (2000, Указ Президента України від 12.06.2000 року, №780/2000 (Государственная премия Украины в области архитектуры)
- Подякою Прем’єр-міністра України від 1 липня 2002 року № 1449 (Прем’єр-міністр України А. Кінах).
- Почётная грамота Министерства образования и науки Украины (Наказ від 18.05.2011 р., № 228-к, № 1411404, Міністр Д. Табачник).
- Заслуженный архитектор Украины Указ Президента України від 20.09.2012 року, №552/2012.